# Eiksundtunnel

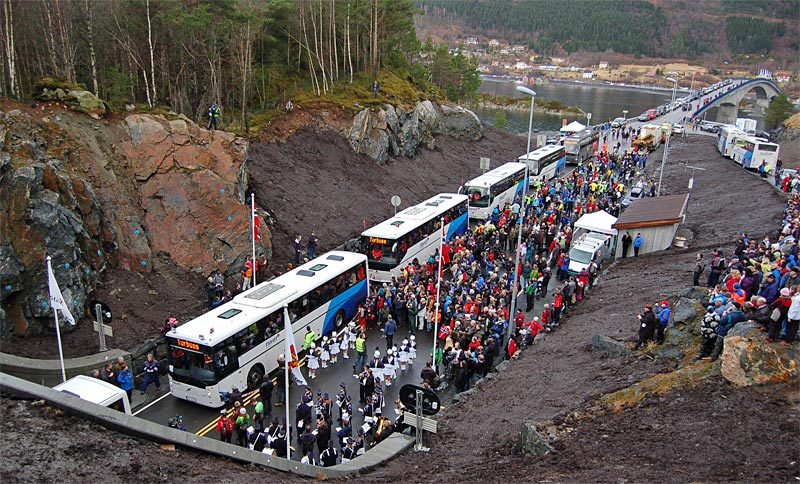
Eröffnungsfeier des Eiksundtunnel

Der Eiksundtunnel (norwegisch Eiksundtunnelen) ist ein Unterseetunnel in Norwegen und verbindet als Teil der Eiksundverbindung (norwegisch Eiksundsambandet) die Inselkommunen Hareid, Ulstein, Sande und Herøy mit dem Festland im Fylke Møre og Romsdal im Zuge des Riksvei 653.
Der Tunnel ist 7765 m lang und war mit einer Tiefe von 287 muh. bis zur Eröffnung des Ryfylketunnels 2019 der tiefste Straßentunnel der Welt. Die größte Steigung im Tunnel beträgt 9,6 %.
Der Eiksundsambandet besteht neben dem Eiksundtunnel auch noch aus der Eiksundbrua (405 m), dem Helgehorntunnel (1160 m) und dem Morkaåstunnel (630 m).
Für die Öffentlichkeit wurde der Eiksundtunnel am 17. Februar 2008 geöffnet und am 23. Februar 2008 für den normalen Fahrzeugverkehr freigegeben. Damit wurde auch die Fährverbindung Eiksund-Rjåneset eingestellt, die vom Eiksundtunnel ersetzt wurde.
Die Baukosten wurden über Steuergelder finanziert und betrugen ca. 800 Millionen norwegische Kronen. Das entspricht ca. 93 Millionen EUR.
Die Maut für den Eiksundsambandet betrug für einen PKW bis 3,5 Tonnen 76 Kronen (2012), was ungefähr 10 EUR entspricht (September 2012). Die Fahrzeugkennzeichen wurden beim Einfahren in den Tunnel mit Kameras erfasst, wodurch der Fahrzeughalter ermittelt werden konnte, dem dann die Maut in Rechnung gestellt wurde. Es bestand auch die Möglichkeit, die Maut innerhalb von drei Tagen bei bestimmten Tankstellen in der Umgebung zu bezahlen. Dieses Erfassungssystem ermöglichte ein Durchfahren des Eiksundsambandes ohne anzuhalten.
Wegen der guten Auslastung waren die Baukosten schon im Sommer 2014 durch die Mauteinnahmen gedeckt. Seit dem 14. Juni 2014 ist die Eiksundverbindung mautfrei.
Am 28. Juni 2009 ereignete sich im Tunnel ein Autounfall mit fünf Toten.